# Masindi
Masindi est une ville de l'ouest de l'Ouganda, capitale du district de Masindi.

## Source
- (en) Cet article est partiellement ou en totalité issu de l’article de Wikipédia en anglais intitulé « Masindi » (voir la liste des auteurs).